# Mohammed Camara (Fußballspieler, 1975)
Mohammed Camara (* 25. Juni 1975 in Conakry, Guinea) ist ein ehemaliger guineischer Fußballspieler.

## Karriere

### Verein
Mohammed Camara wurde in Conakry der Hauptstadt Guineas geboren. Ab 1993 spielte Camara sieben Jahre lang in Frankreich. Zunächst bis 1997 beim AS Beauvais in der Ligue 2 aktiv, spielte er in der folge beim Ligakonkurrenten Le Havre AC. Während seiner Zeit bei diesen beiden Vereinen wurde er jeweils zum ES Troyes AC und OSC Lille verliehen. Im Jahr 2000 wechselte Camara für eine Ablösesumme von 100.000 £ zum englischen Zweitligisten, den Wolverhampton Wanderers. Danach stand er für zwei Saisons beim FC Burnley unter Vertrag. Dort war der Defensivakteur unter Steve Cotterill absoluter Stammspieler. Durch starke Spiele in der zweiten englischen Liga wurde der schottische Traditionsverein Celtic Glasgow auf den Innenverteidiger aufmerksam und verpflichtete diesen ablösefrei. Camara kam in Glasgow lediglich auf 19 Ligaeinsätze, da er nicht an Paul Telfer, Dianbobo Baldé und Stephen McManus vorbeikam. Die Saison endete mit dem kleinen Double aus Meisterschaft und Ligapokal. Dennoch wechselte Camara vorzeitig den Verein. Im August 2006 unterschrieb er einen Dreijahresvertrag bei Derby County. Von 2007 bis 2008 stand Camara Leihweise bei Norwich City und dem  FC Blackpool unter Vertrag. Nachdem er ab 2009 Februar ein Jahr in Schottland beim FC St. Mirren spielte, beendete er nach einem kurzen Intermezzo bei Torquay United im Mai 2010 seine Karriere.

### Nationalmannschaft
Mohammed Camara bestritt von 1996 bis 2000 insgesamt 16 Länderspiele für Guinea. Im Alter von 22 Jahren spielte er für sein Heimatland bei der Fußball-Afrikameisterschaft 1998 in Burkina Faso. Unter dem russischen Nationaltrainer Wolodymyr Muntjan kam Camara in allen drei Vorrundenspielen gegen Algerien, Kamerun und dem Gastgeber Burkina Faso zum Einsatz.

## Erfolge
- mit Celtic Glasgow
  - Schottischer Meister (1): 2006
  - Schottischer Ligapokalsieger (1): 2006